# Osisko en lumière
Pour les articles homonymes, voir Osisko.
Le Festival Osisko en lumière est un festival de musique extérieur, se déroulant dans la ville de Rouyn-Noranda, en Abitibi-Témiscamingue (Canada),. L'évènement estival s'étend sur une fin de semaine complète sur le site du lac Osisko et offre trois soirs de festivités durant lesquels sont présentés plusieurs spectacles d'artistes et groupes musicaux divers. Des feux d'artifice sont également au rendez-vous pour l'occasion. Le festival n'accueille pas moins de 35 000 personnes chaque année.

## Histoire
En 2002, la ville de Rouyn-Noranda avait comme nouveau maire Jean-Claude Beauchemin. Le maire avait fait à sa communauté la promesse de tenir une fête familiale sur les rives du lac Osisko. Les citoyens ont donc été invités à proposer leurs idées concernant le projet. Parmi toutes celles proposées, l'idée retenue a été celle d'un festival de feux d'artifice. C'est à la Corporation des fêtes pour tout le monde que la responsabilité de l'évènement fût confiée. Le projet qu'ils ont ensuite soumis au conseil de la ville a été celui d'Osisko en lumière, un festival présentant des feux d'artifice et des spectacles. Le projet a été voté et c'est depuis l'année 2004 que l'on peut assister au premier Festival Osisko en lumière. Depuis ce temps, les spectacles ont pris une place beaucoup plus considérable dans la programmation de l'événement et le festival a gagné plusieurs prix.

## Éditions

### Édition de 2015
En 2015, le festival a pris place du 6 au 8 août. L'évènement, qui se déroule habituellement du vendredi au dimanche, a eu lieu du jeudi au samedi. La programmation dévoilait Billy Talent, Robert Charlebois, Bobby Bazini, Lisa Leblanc, Vincent Vallières, Slingshot Brother, Vertige et Rokkem. Les feux d'artifice y étaient aussi.

### Édition de 2016
L'édition de 2016 s'est déroulée du 4 au 6 août et présentait en tête d'affiche The Offspring. La programmation annonçait aussi le montage sur scène de Cœur de Pirate, Louis-Jean Cormier, Karim Ouellet, Kevin Bazinet, Galaxie, Lubik, Nique-à-Feu et Dylan Perron. L'organisation a modifié l'emplacement de la scène pour permettre une meilleure vue aux spectateurs. Elle a été installée à l'autre bout de la place Edmund-Horne.

### Édition de 2017
Du 10 au 12 août 2017, la programmation d'Osisko en lumière offrait Sum 41, Milky Chance, Cowboys Fringants, Les Trois Accords, Alex Nevsky, Koriass, Louis-Philippe Gingras, Les Fous de Vassan et Rancœur.

### Édition de 2018
Pour sa 15e édition, l'évènement s'est déroulé du 9 au 11 août et a accueilli Rise against, Charlotte Cardin, X Ambassadors, AFI, Dead Obies, Patrice Michaud, Faceless Orphans, Rancœur et Shawn Wine and The Winos,.

### Édition de 2019
En 2019, les dates de l'évènement d'Osisko en lumière était du 8 au 10 août. La programmation affichait Jason Derulo, Éric Lapointe, Vulgaires Machins, 2frères, Laurence Nerbonne, Tito et Banj et autres.

### Édition de 2020
L'édition de 2020 n'a pas eu lieu.

### Édition de 2021
L'édition de 2021 s'est intitulée L'édition des petits party! (COVID), en raison de la pandémie de Covid-19. L'évènement a accueilli Grimskunk, Lary Kidd, Rémi Chassé, Marie-Gold, Passe-moè la puck, Fuso, Dope.GNG, Raphaël Dènommè, Guillaume Laroche, Emrik Côtè, Okapi, Kinkead, Blanche et noir, Sonny Williams et Papouce et Élise.

### Édition de 2022
Pour l'édition 2022, l'édition régulière est revenue. Cette année-là, la tête d'affiche était Sean Paul. Les autres invités étaient Pennywise, Fouki, The Planet Smashers, Jay Scøtt, Le local Zach Zoya, The Damn Truth, Marie-Gold, Clodelle, Fredz, Bad Waitress, William Deslauriers, Ragers, Celina Wolfe, Madiba King, Okapi, Steve & Ginnie Jackson, The Lookout, Cayenne, La vie, Malfaisants et Tito BP.

## Osisko en ville et Osisko en forêt

### Osisko en ville
Osisko en ville est un projet qui a pour objectif de divertir la communauté pendant toute la période estivale, en proposant des concerts musicaux entièrement gratuits et ouverts à toute la famille. Les concerts sont offerts sur la scène de l'Espace Fonderie-Horne, située au centre-ville de Rouyn-Noranda. Pendant l'été, des artistes donnent des spectacles musicaux à cet endroit,.

### Osisko en forêt
Osisko en forêt propose les randonnées spectacles, des concerts qui se déroulent en pleine forêt, loin du bruit. Pour s'y rendre, il faut d'abord entreprendre une randonnée de vingt minutes sur le chemin du Mont-Kanasuta (Rouyn-Noranda). Un service de bar, quelques produits alimentaires ainsi qu'une vue sur les grandes étendues sauvages sont offerts sur place,.